# Anthurium paucinerve
Anthurium paucinerve är en kallaväxtart som beskrevs av Luis Aloysius, Luigi Sodiro. Anthurium paucinerve ingår i släktet Anthurium och familjen kallaväxter. Inga underarter finns listade.